# Espanya als Jocs Olímpics d'Estiu de 1988
Espanya va estar representada als Jocs Olímpics d'Estiu de 1988 celebrats a Seül, Corea del Sud, per 229 esportistes (200 homes i 29 dones) que competiren en 24 esports. El portador de la bandera a la cerimònia d'obertura fou Cristina de Borbó, que va assistir a l'esdeveniment en condició de reserva per la modalitat 470 de vela. En la cerimònia de clausura es va dedicar una part a Espanya per ser el següent país amfitrió en els Jocs Olímpics celebrats a Barcelona.

## Medaller
L'equip olímpic espanyol va aconseguir les següents medalles:
| Esport  | Or | Plata | Bronze | Total |
| Natació | 0  | 0     | 1      | 1     |
| Tennis  | 0  | 1     | 0      | 1     |
| Tir     | 0  | 0     | 1      | 1     |
| Vela    | 1  | 0     | 0      | 1     |
| Total   | 1  | 1     | 2      | 4     |

## Medallistes
| Esportistes                 | Esport  | Esdeveniment            | Data           |
| --------------------------- | ------- | ----------------------- | -------------- |
| Or                          |         |                         |                |
| José Luis Doreste           | Vela    | Classe Finn             | 27 de setembre |
| Argent                      |         |                         |                |
| Sergio Casal Emilio Sánchez | Tennis  | Dobles masculins        | 1 d'octubre    |
| Bronze                      |         |                         |                |
| Sergi López                 | Natació | 200 m esquena masculins | 23 de setembre |
| Jorge Guardiola             | Tir     | Skeet                   | 24 de setembre |

## Esports
| Esport                | Homes | Dones | Total |
| --------------------- | ----- | ----- | ----- |
| Atletisme             | 27    | 9     | 36    |
| Bàsquet               | 12    | 0     | 12    |
| Boxa                  | 5     | –     | 5     |
| Ciclisme              | 13    | 0     | 13    |
| Esgrima               | 8     | 0     | 8     |
| Gimnàstica            | 3     | 8     | 11    |
| Halterofília          | 6     | –     | 6     |
| Handbol               | 15    | 0     | 15    |
| Hípica                | 8     | 0     | 8     |
| Hoquei sobre herba    | 16    | 0     | 16    |
| Judo                  | 3     | –     | 3     |
| Lluita                | 9     | –     | 9     |
| Natació               | 7     | 4     | 11    |
| Natació sincronitzada | –     | 3     | 3     |
| Pentatló modern       | 3     | –     | 3     |
| Piragüisme            | 11    | 0     | 11    |
| Rem                   | 13    | 0     | 13    |
| Salts                 | 2     | 0     | 2     |
| Tennis                | 3     | 1     | 4     |
| Tir                   | 6     | 2     | 8     |
| Tir amb arc           | 3     | 1     | 4     |
| Vela                  | 14    | 3     | 17    |
| Waterpolo             | 13    | 0     | 13    |
| Total                 | 200   | 31    | 231   |

## Atletisme
Vegeu Atletisme als Jocs Olímpics d'Estiu de 1988

### Masculí
Pista i ruta
| Esportista            | Esdeveniment | Eliminatòria | Eliminatòria | Quarts de final | Quarts de final | Semifinals | Semifinals | Final            | Final            |
| Esportista            | Esdeveniment | Resultat     | Posició      | Resultat        | Posició         | Resultat   | Posició    | Resultat         | Posició          |
| --------------------- | ------------ | ------------ | ------------ | --------------- | --------------- | ---------- | ---------- | ---------------- | ---------------- |
| Alfonso Abellán       | Marató       |              |              |                 |                 |            |            | 2:31:10          | 64               |
| José Manuel Albentosa | 10.000 m     | No acabà     | No acabà     |                 |                 |            |            | No es classificà | No es classificà |
| Manuel Alcalde        | 50 km marxa  |              |              |                 |                 |            |            | 3:59:13          | 25               |
| Honorato Hernández    | Marató       |              |              |                 |                 |            |            | No acabà         | No acabà         |
| Jordi Llopart         | 50 km marxa  |              |              |                 |                 |            |            | 3:48:09          | 13               |
| Josep Marín           | 20 km marxa  |              |              |                 |                 |            |            | 1:20:34          | 4                |
| Josep Marín           | 50 km marxa  |              |              |                 |                 |            |            | 3:43:03          | 5                |
| Daniel Plaza          | 20 km marxa  |              |              |                 |                 |            |            | 1:21:53          | 12               |
| Antonio Prieto        | 10.000 m     | 28:22.52     | 4 Q          |                 |                 |            |            | 27:52.78         | 10               |
| Ricardo Pueyo         | 20 km marxa  |              |              |                 |                 |            |            | 1:23:40          | 23               |
| Antonio Serrano       | 10.000 m     | 29:01.13     | 12           |                 |                 |            |            | No es classificà | No es classificà |

Concursos
| Esportista     | Esdeveniment     | Qualificació | Qualificació | Final     | Final   |
| Esportista     | Esdeveniment     | Distància    | Posició      | Distància | Posició |
| -------------- | ---------------- | ------------ | ------------ | --------- | ------- |
| Antonio Corgos | Salt de llargada | 7,91         | 7 Q          | 8,03      | 5       |

Combinats
| Esportista       | Esdeveniment | 100m  | SL   | LP    | SA   | 400m  | 110m T | LD    | SP   | LJ    | 1.500m  | Final | Posició |
| ---------------- | ------------ | ----- | ---- | ----- | ---- | ----- | ------ | ----- | ---- | ----- | ------- | ----- | ------- |
| Antonio Peñalver | Decatló      | 11,38 | 7,08 | 14,31 | 2,00 | 50,24 | 14,97  | 46,34 | 4,40 | 55,68 | 4:32.68 | 7.743 | 23      |

### Femení
Pista i ruta
| Esportista                                               | Esdeveniment    | Eliminatòria      | Eliminatòria      | Quarts de final  | Quarts de final  | Semifinals       | Semifinals       | Final               | Final               |
| Esportista                                               | Esdeveniment    | Resultat          | Posició           | Resultat         | Posició          | Resultat         | Posició          | Resultat            | Posició             |
| -------------------------------------------------------- | --------------- | ----------------- | ----------------- | ---------------- | ---------------- | ---------------- | ---------------- | ------------------- | ------------------- |
| Ana Isabel Alonso                                        | 10.000 m        | 32:40.50          | 25                |                  |                  |                  |                  | No es classificà    | No es classificà    |
| Blanca Lacambra                                          | 400 m           | 53.04             | 2 Q               | 53.76            | 8                | No es classificà | No es classificà | No es classificà    | No es classificà    |
| Sandra Myers                                             | 100 m           | 11.86             | 5                 | No es classificà | No es classificà | No es classificà | No es classificà | No es classificà    | No es classificà    |
| Cristina Pérez                                           | 400 m tanques   | 55.29             | 2 Q               |                  |                  | 55.23            | 5                | No es classificà    | No es classificà    |
| Montserrat Pujol                                         | 800 m           | 2:03.73           | 5                 |                  |                  | No es classificà | No es classificà | No es classificà    | No es classificà    |
| Angelines Rodríguez                                      | 3000 m          | 9:03.39           | 25                |                  |                  |                  |                  | No es classificà    | No es classificà    |
| Maite Zúñiga                                             | 800 m           | 2:00.98           | 4 Q               |                  |                  | 1:58.85          | 4 Q              | 1:59.82             | 7                   |
| Blanca Lacambra Esther Lahoz Cristina Pérez Maite Zúñiga | Relleus 4x400 m | No es presentaren | No es presentaren |                  |                  |                  |                  | No es classificaren | No es classificaren |

## Bàsquet
Vegeu Bàsquet als Jocs Olímpics d'estiu de 1988

### Masculí
Jugadors
| - Quique Andreu - Fernando Arcega - José Biriukov - Andrés Jiménez - José Luis Llorente - Josep Maria Margall |  | - Antonio Martín - Ferran Martínez - Josep Antoni Montero - Juan Antonio San Epifanio - Ignacio Solozábal - Jordi Villacampa |

Entrenador: Antonio Díaz-Miguel
Fase de grups
| Equip           | J | G | P | PF  | PC  | Dif  | Punts |
| --------------- | - | - | - | --- | --- | ---- | ----- |
| Estats Units    | 5 | 5 | 0 | 485 | 302 | +183 | 10    |
| Espanya         | 5 | 4 | 1 | 484 | 435 | +49  | 9     |
| Brasil          | 5 | 3 | 2 | 590 | 522 | +68  | 8     |
| Canadà          | 5 | 2 | 3 | 479 | 455 | +24  | 7     |
| R.P. de la Xina | 5 | 1 | 4 | 433 | 527 | −94  | 6     |
| Egipte          | 5 | 0 | 5 | 338 | 568 | −230 | 5     |

Resultats
| Ronda           | Data  | Hora  | Partit       | Partit    | Partit    |
| --------------- | ----- | ----- | ------------ | --------- | --------- |
| Fase grups − 1  | 18/09 | 11:45 | Estats Units | 97 − 53   | Espanya   |
| Fase grups − 2  | 20/09 | 16:30 | Egipte       | 70 − 113  | Espanya   |
| Fase grups − 3  | 21/09 | 09:45 | Xina         | 74 − 106  | Espanya   |
| Fase grups − 4  | 23/09 | 09:45 | Espanya      | 94 − 84   | Canadà    |
| Fase grups − 5  | 24/09 | 14:30 | Espanya      | 118 − 110 | Brasil    |
| Quarts de final | 26/09 | 16:30 | Espanya      | 74 − 77   | Austràlia |
| Cinquè/Vuitè    | 28/09 | 14:30 | Espanya      | 91 − 96   | Canadà    |
| Setè/Vuitè      | 29/09 | 19:30 | Puerto Rico  | 93 − 92   | Espanya   |

## Boxa
Vegeu Boxa als Jocs Olímpics d'estiu de 1988
| Esportista        | Esdeveniment     | 1a ronda                 | 2a ronda                | 3a ronda                | Quarts de final  | Semifinals       | Final/FC         | Final/FC         |
| ----------------- | ---------------- | ------------------------ | ----------------------- | ----------------------- | ---------------- | ---------------- | ---------------- | ---------------- |
| Antonio Caballero | −48 kg masculí   | –                        | N.H. Dang (VIE) D RSC-2 | No es classificà        | No es classificà | No es classificà | No es classificà | No es classificà |
| Bonifacio García  | −51 kg masculí   | N. Tshabangu (ZIM) D 1−4 | No es classificà        | No es classificà        | No es classificà | No es classificà | No es classificà | No es classificà |
| Javier Martínez   | −67 kg masculí   | –                        | L. Januario (MOZ) V 5−0 | A. Adgebusi (NGA) D 0−5 | No es classificà | No es classificà | No es classificà |                  |
| José Ortega       | −91 kg masculí   | G. Alvics (HUN) D 0−5    | No es classificà        | No es classificà        | No es classificà | No es classificà | No es classificà | No es classificà |
| Tomás Ruiz        | −63.5 kg masculí | M. Elliott (GBR) D 0−5   | No es classificà        | No es classificà        | No es classificà | No es classificà | No es classificà | No es classificà |

## Ciclisme
Vegeu Ciclisme als Jocs Olímpics d'estiu de 1988

### Ciclisme en pista
Persecució
| Esportista                                                              | Esdeveniment         | Qualificació    | Qualificació | Quarts de final     | Semifinals          | Final               | Final               |
| Esportista                                                              | Esdeveniment         | Temps Velocitat | Posició      | Quarts de final     | Semifinals          | Final               | Final               |
| ----------------------------------------------------------------------- | -------------------- | --------------- | ------------ | ------------------- | ------------------- | ------------------- | ------------------- |
| José Antonio Martiarena                                                 | Individual masculina | 4:54.39         | 17           | No es classificà    | No es classificà    | No es classificà    |                     |
| Bernardo González Xavier Isasa José Antonio Martiarena Agustín Sebastiá | Equips               | 4:24.90         | 11           | No es classificaren | No es classificaren | No es classificaren | No es classificaren |

Puntuació
| Esportista       | Esdeveniment        | Punts | Posició |
| ---------------- | ------------------- | ----- | ------- |
| Antonio Salvador | Puntuació masculina | 5     | 18      |

Velocitat
| Esportista         | Esdeveniment              | Qualificació    | Qualificació | Ronda 1                                  | Repesca 1                                             | Ronda 2          | Repesca 2        | Quarts de final  | Semifinals       | Final/FC         | Final/FC         |
| Esportista         | Esdeveniment              | Temps Velocitat | Posició      | Ronda 1                                  | Repesca 1                                             | Ronda 2          | Repesca 2        | Quarts de final  | Semifinals       | Final/FC         | Final/FC         |
| ------------------ | ------------------------- | --------------- | ------------ | ---------------------------------------- | ----------------------------------------------------- | ---------------- | ---------------- | ---------------- | ---------------- | ---------------- | ---------------- |
| José Manuel Moreno | Individual masculina      | 10.931          | 9            | E. Alexander (GBR) B. Becerra (BOL) D 2n | Y-s. Eom (KOR) G. Faris (ARG) M. Cheeseman (TTO) D 4t | No es classificà | No es classificà | No es classificà | No es classificà | No es classificà | No es classificà |
| Bernardo González  | Quilòmetre contrarellotge |                 |              |                                          |                                                       |                  |                  |                  |                  | 1:05.281 55,146  | 5                |

### Ciclisme en ruta
| Esportista                                                         | Esdeveniment              | Temps     | Posició |
| ------------------------------------------------------------------ | ------------------------- | --------- | ------- |
| Gonzalo Aguiar Martínez                                            | Ruta masculina            | 4:32:56   | 80      |
| Iván Alemany                                                       | Ruta masculina            | 4:32:56   | 89      |
| Eduardo Manrique                                                   | Ruta masculina            | 4:32:56   | 52      |
| Javier Aldanondo Javier Carbayeda Arturo Gériz José Luis Rodríguez | Contrarellotge per equips | 2:05:11.4 | 14      |

## Esgrima
Vegeu Esgrima als Jocs Olímpics d'estiu de 1988
| Esportista                                                                     | Categoria         | Primera ronda                                                                                             | Primera ronda   | Segona ronda                                                                               | Segona ronda     | Tercera ronda                                                            | Tercera ronda    | Quarta ronda         | Repesca                | Quarts de final     | Semifinals          | Final               | Final |
| Esportista                                                                     | Categoria         | Atletes                                                                                                   | C T Pos.        | Atletes                                                                                    | C T Pos.         | Atletes                                                                  | C T Pos.         | Quarta ronda         | Repesca                | Quarts de final     | Semifinals          | Final               | Final |
| ------------------------------------------------------------------------------ | ----------------- | --- | --------------- | ------------------------------------------------------------------------------------------ | ---------------- | ------------------------------------------------------------------------ | ---------------- | -------------------- | ---------------------- | ------------------- | ------------------- | ------------------- | ----- |
| Jesús Esperanza                                                                | Floret individual | Grup 7 R. Lazzarini (BRA) D. Littell (USA) A. Romankov (URSS) W. Gosbee (GBR) A. Alkindi (INA)            | 3–2 21–17 3 Q   | Grup 1 B. Giasson (CAN) S. Angers (CAN) A. Romankov (URSS) J. Howe (RDA) P. Szekeres (HUN) | 3–2 18–14 4 Q    | Grup 2 P. Lewison (USA) T. Soumagne (BEL) B. Zych (POL) M. Numa (ITA)    | 1–4 7–18 5       | No es classificà     | No es classificà       | No es classificà    | No es classificà    | No es classificà    | 34    |
| Ángel Fernández                                                                | Espasa individual | Grup 14 A. Cote (CAN) T. Kuehnemund (RDA) D. Fonseca (BRA) A. Al Doseri (BHR) M. Zhi (CHN)                | 2–3 19–18 4 Q   | Grup 1 R. Di Tella (ARG) M. Dessureault (CAN) T. Kuehnemund (RDA) M. Poffet (SUI)          | 1–4 13–20 5      | No es classificà                                                         | No es classificà | No es classificà     | No es classificà       | No es classificà    | No es classificà    | No es classificà    | 51    |
| Andrés García                                                                  | Floret individual | Grup 8 P. Omnes (FRA) S. Mohammad (KWT) Y. Kanatsu (JPN) R. Gatai (HUN) A. Richter (AUT)                  | 3–2 20–16 3 Q   | Grup 2 M. Mark (USA) M. Behr (FRG) Z. Zhang (CHN) S. Turiace (ARG) A. Richter (ITA)        | 2–3 17–19 4 Q    | Grup 1 M. Sypniewski (POL) L. Bel (FRA) A. Enkelmann (RDA) M. Mark (USA) | 1–3 10–16 4 Q    | L. Bel (FRA) D 10/08 | K. Emura (JPN) D 10/09 | No es classificà    | No es classificà    | No es classificà    | 32    |
| Antonio García                                                                 | Sabre individual  | Grup 4 P.R. Bleyer (BOL) J. Olech (POL) S-W. Kim (KOR) P. Westbrook (USA) A. Alchan (URS) G. Nebald (HUN) | 2–4 18–23 5 Q   | Grup 3 J. Lamour (FRA) J-P. Banos (CAN) S. Mindirgassov (URS) M. Marin (ITA)               | 0–4 12–20 5      | No es classificà                                                         | No es classificà | No es classificà     | No es classificà       | No es classificà    | No es classificà    | No es classificà    | 26    |
| Fernando de la Peña                                                            | Espasa individual | Grup 3 J.M. Henry (FRA) R. Marx (USA) R. Durao (POR) I-H. Lee (KOR)                                       | 2–2 13–16 3 Q   | Grup 2 A. Chouvalov (URS) A. Birnbaum (AUT) P. Riboud (FRA) Z. Du (CHI)                    | 0–4 13–18 5      | No es classificà                                                         | No es classificà | No es classificà     | No es classificà       | No es classificà    | No es classificà    | No es classificà    | 51    |
| Manuel Pereira                                                                 | Espasa individual | Grup 7 J. Bergstrom (SWE) J. Pinto (COL) T. Gerull (RDA) E. Kolczonay (HUN)                               | 1–3 13–19 5     | No es classificà                                                                           | No es classificà | No es classificà                                                         | No es classificà | No es classificà     | No es classificà       | No es classificà    | No es classificà    | No es classificà    | 65    |
| Ángel Fernández Oscar Fernández Raúl Maroto Fernando de la Peña Manuel Pereira | Espasa equips     | Grup 4 · Corea del Sud · Itàlia                                                                           | 12–17 101–128 3 |                                                                                            |                  |                                                                          |                  | No es classificaren  | No es classificaren    | No es classificaren | No es classificaren | No es classificaren | 13    |

## Gimnàstica
Vegeu Gimnàstica als Jocs Olímpics d'estiu de 1988

### Gimnàstica artística

#### Masculí
Equips
| Esportista         | Esdeveniment | Aparells | Aparells | Aparells | Aparells | Aparells | Aparells | Total   | Posició |
| Esportista         | Esdeveniment | T        | CA       | A        | SC       | BP       | BF       | Total   | Posició |
| ------------------ | ------------ | -------- | -------- | -------- | -------- | -------- | -------- | ------- | ------- |
| Álvaro Montesinos  | Equips       | 19,100   | 18,250   | 18,850   | 19,100   | 18,700   | 18,650   | 112,650 | 78      |
| Miguel Ángel Rubio | Equips       | 18,650   | 18,450   | 19,250   | 18,750   | 19,150   | 18,600   | 112,850 | 77      |
| Alfonso Rodríguez  | Equips       | 19,350   | 18,600   | 19,450   | 19,400   | 19,350   | 19,300   | 115,450 | 42 Q    |
| Total              | Equips       | 57,100   | 55,300   | 57,550   | 57,250   | 57,200   | 56,550   | 340,950 |         |

Individual
| Esportista        | Esdeveniment    | Aparells | Aparells | Aparells | Aparells | Aparells | Aparells | Total  | Posició |
| Esportista        | Esdeveniment    | T        | CA       | A        | SC       | BP       | BF       | Total  | Posició |
| ----------------- | --------------- | -------- | -------- | -------- | -------- | -------- | -------- | ------ | ------- |
| Alfonso Rodríguez | Concurs complet | 9,800    | 9,900    | 9,800    | 9,600    | 9,700    | 9,900    | 57,725 | 27      |

#### Femení
Equips
| Esportista       | Esdeveniment | Aparells | Aparells | Aparells | Aparells | Aparells | Aparells | Aparells | Aparells | Aparells | Aparells | Aparells | Aparells | Total   | Posició |
| Esportista       | Esdeveniment | T        | T        | T        | SC       | SC       | SC       | BA       | BA       | BA       | BE       | BE       | BE       | Total   | Posició |
| ---------------- | ------------ | -------- | -------- | -------- | -------- | -------- | -------- | -------- | -------- | -------- | -------- | -------- | -------- | ------- | ------- |
| Laura Muñoz      | Equips       | 9,525    | 9,775    | 41       | 9,700    | 9,825    | 24       | 9,600    | 9,600    | 34       | 9,800    | 9,825    | 17       | 77,650  | 23 Q    |
| Eva Rueda        | Equips       | 9,675    | 9,800    | 26       | 9,700    | 9,775    | 28       | 9,550    | 9,450    | 54       | 9,700    | 9,825    | 24       | 77,475  | 28 Q    |
| Manuela Hervás   | Equips       | 9,300    | 9,600    | 72       | 9,625    | 9,700    | 44       | 9,425    | 9,400    | 64       | 9,500    | 9,500    | 61       | 76,050  | 61      |
| Lidia Castillejo | Equips       | 9,500    | 9,575    | 56       | 9,675    | 9,675    | 41       | 9,475    | 9,400    | 60       | 9,400    | 9,225    | 81       | 75,925  | 64      |
| Nuria García     | Equips       | 9,425    | 9,550    | 68       | 9,675    | 9,675    | 41       | 9,475    | 8,875    | 81       | 9,550    | 9,625    | 50       | 75,850  | 68      |
| Nuria Belchi     | Equips       | 9,400    | 9,700    | 52       | 9,500    | 9,575    | 62       | 9,300    | 9,300    | 76       | 9,300    | 9,575    | 71       | 75,650  | 70      |
| Total            | Equips       | 95,975   | 95,975   | 9        | 97,025   | 97,025   | 8        | 94,675   | 94,675   | 12       | 96,300   | 96,300   | 9        | 383,975 | 9       |

Individual
| Esportista  | Esdeveniment    | Aparells | Aparells | Aparells | Aparells | Preliminar | Total  | Posició |
| Esportista  | Esdeveniment    | T        | SC       | BA       | BE       | Preliminar | Total  | Posició |
| ----------- | --------------- | -------- | -------- | -------- | -------- | ---------- | ------ | ------- |
| Laura Muñoz | Concurs complet | 9,875    | 9,750    | 9,150    | 9,800    | 38,825     | 77,400 | 23      |
| Eva Rueda   | Concurs complet | 9,750    | 9,750    | 9,600    | 9,850    | 38,737     | 77,687 | 18      |

### Gimnàstica rítmica
Individual
| Esportista   | Esdeveniment    | Qualificació | Qualificació | Qualificació | Qualificació | Qualificació | Qualificació | Final    | Final    | Final    | Final    | Final  | Final   |
| Esportista   | Esdeveniment    | Aparells     | Aparells     | Aparells     | Aparells     | Total        | Posició      | Aparells | Aparells | Aparells | Aparells | Total  | Posició |
| Esportista   | Esdeveniment    | CE           | P            | M            | CI           | Total        | Posició      | CE       | P        | M        | CI       | Total  | Posició |
| ------------ | --------------- | ------------ | ------------ | ------------ | ------------ | ------------ | ------------ | -------- | -------- | -------- | -------- | ------ | ------- |
| Maisa Lloret | Concurs complet | 9,800        | 9,750        | 9,700        | 9,750        | 39,000       | 6 Q          | 9,850    | 9,850    | 9,850    | 9,850    | 58,900 | 5       |
| María Martín | Concurs complet | 9,750        | 9,500        | 9,700        | 9,600        | 38,550       | 16 Q         | 9.800    | 8.900    | 9.750    | 9.750    | 57.475 | 20      |

## Halterofília
Vegeu Halterofília als Jocs Olímpics d'estiu de 1988
| Esportista         | Esdeveniment     | Arrencada | Arrencada | Arrencada | Dos temps | Dos temps | Dos temps | Total            | Posició          |
| Esportista         | Esdeveniment     | 1         | 2         | 3         | 1         | 2         | 3         | Total            | Posició          |
| ------------------ | ---------------- | --------- | --------- | --------- | --------- | --------- | --------- | ---------------- | ---------------- |
| José Andrés Ibáñez | −52 kg masculí   | 95,0      | 95,0      | 100,0     | 120       | 125       | 127,5     | 222,5            | 13               |
| Fernando Mariaca   | −67,5 kg masculí | 127,5     | 132,5     | 132,5     | 160       | 165       | 165       | No es classificà | No es classificà |
| José Luís Martínez | −52 kg masculí   | 95,0      | 100,0     | 100,0     | 120       | 125       | 127,5     | 225              | 12               |
| Dionisio Muñoz     | −60 kg masculí   | 120       | 120       | 122,5     | —         | —         | —         | No es classificà | No es classificà |
| Joaquín Valle      | −56 kg masculí   | 115,5     | 112,5     | 115       | 135       | 140       | 140       | 247,5            | 7                |
| José Zurera        | −56 kg masculí   | 105       | 110       | 112,5     | 127,5     | 132,5     | 132,5     | 242,5            | 11               |

## Handbol
Vegeu Handbol als Jocs Olímpics d'estiu de 1988

### Masculí
Jugadors
| - Javier Cabanas - Jesús Ángel Fernández - Jaume Fort - Jesús Gómez - Ricardo Marín - Juan Francisco Muñoz - Juan de la Puente - Jaime Puig |  | - Javier Reino - Lorenzo Rico - Julián Ruiz - Juan Sagalés - Eugenio Serrano - Juan José Uría - Miguel Ángel Zúñiga |

Entrenador: Juan de Dios Román
Fase de grups
| Equip          | J | G | E | P | PF  | PC  | Dif | Punts |
| -------------- | - | - | - | - | --- | --- | --- | ----- |
| Corea del Sud  | 5 | 4 | 0 | 1 | 127 | 117 | +10 | 8     |
| Hongria        | 5 | 3 | 0 | 2 | 102 | 93  | +9  | 6     |
| Txecoslovàquia | 5 | 3 | 0 | 2 | 109 | 103 | +6  | 6     |
| RDA            | 5 | 3 | 0 | 2 | 109 | 100 | +9  | 6     |
| Espanya        | 5 | 2 | 0 | 3 | 101 | 106 | −5  | 4     |
| Japó           | 5 | 0 | 0 | 5 | 97  | 126 | −29 | 0     |

Resultats
| Ronda          | Data  | Hora  | Partit            | Partit  | Partit         |
| -------------- | ----- | ----- | ----------------- | ------- | -------------- |
| Fase grups − 1 | 20/09 | 19:30 | Espanya           | 17 − 20 | Txecoslovàquia |
| Fase grups − 2 | 22/09 | 19:30 | Espanya           | 25 − 19 | Japó           |
| Fase grups − 3 | 24/09 | 15:30 | Alemanya Oriental | 21 − 20 | Espanya        |
| Fase grups − 4 | 26/09 | 11:30 | Hongria           | 26 − 16 | Espanya        |
| Fase grups − 5 | 28/09 | 15:30 | Espanya           | 23 − 20 | Corea del Sud  |
| Novè/Desè      | 30/09 | 11:30 | Algèria           | 15 − 21 | Espanya        |

## Hípica
Vegeu Hípica als Jocs Olímpics d'estiu de 1988
Concurs complet
| Esportista           | Cavall          | Esdeveniment | Doma clàssica | Doma clàssica | Camp a través | Camp a través | Salts d'obstacles | Salts d'obstacles | Total        | Total   |
| Esportista           | Cavall          | Esdeveniment | Penalització  | Posició       | Penalització  | Posició       | Penalització      | Posició           | Penalització | Posició |
| -------------------- | --------------- | ------------ | ------------- | ------------- | ------------- | ------------- | ----------------- | ----------------- | ------------ | ------- |
| Santiago de la Rocha | Kinvarra        | Individual   | 69,60         | 29            | 44,00         | 16            | 7,00              | 15                | 121,00       | 15      |
| Ramon Beca           | Count De Bolebe | Individual   | 85,60         | 44            | 167,20        | 35            | 20,00             | 32                | 272,80       | 32      |

Doma clàssica
| Esportista  | Cavall         | Esdeveniment | Gran Premi | Gran Premi | Gran Premi Especial | Gran Premi Especial |
| Esportista  | Cavall         | Esdeveniment | Resultat   | Posició    | Resultat            | Posició             |
| ----------- | -------------- | ------------ | ---------- | ---------- | ------------------- | ------------------- |
| Juan Matute | Rex The Blacky | Individual   | 1205       | 44         | No es classificà    | No es classificà    |

Salts d'obstacles
| Esportista                                               | Cavall                                       | Esdeveniment | Qualificació | Qualificació | Qualificació | Qualificació | Qualificació | Final            | Final            | Final            | Final            | Total            | Total            |
| Esportista                                               | Cavall                                       | Esdeveniment | Ronda 1      | Ronda 1      | Ronda 2      | Ronda 2      | Ronda 2      | Ronda 1          | Ronda 1          | Ronda 2          | Ronda 2          | Total            | Total            |
| Esportista                                               | Cavall                                       | Esdeveniment | Punts        | Posició      | Punts        | Total        | Posició      | Penal.           | Posició          | Penal.           | Posició          | Penal.           | Posició          |
| -------------------------------------------------------- | -------------------------------------------- | ------------ | ------------ | ------------ | ------------ | ------------ | ------------ | ---------------- | ---------------- | ---------------- | ---------------- | ---------------- | ---------------- |
| Luis Álvarez                                             | Mirage Mexicain                              | Individual   | 40,00        | 35           | 33,00        | 73,00        | 37 Q         | 24,00            | 33               | No es classificà | No es classificà | No es classificà | No es classificà |
| Luis Astolfi                                             | Coreven Steepers                             | Individual   | 17,00        | 58           | 45,00        | 62,00        | 43           | No es classificà | No es classificà | No es classificà | No es classificà | No es classificà | No es classificà |
| Juan García                                              | Tirol                                        | Individual   | 61,50        | 13           | 29,00        | 90,50        | 27 Q         | 8,00             | 18 Q             | 8,25             | 18               | 16,25            | 18               |
| Pedro Sánchez                                            | Nuit Des Tourell                             | Individual   | 59,50        | 15           | 29,00        | 88,50        | 29 Q         | 8,50             | 22               | No es classificà | No es classificà | No es classificà | No es classificà |
| Alfredo Fernández Juan García Pedro Sánchez Luis Álvarez | Kaoua Tirol Nuit Des Tourell Mirage Mexicain | Equips       |              |              |              |              |              | 29,50            | 8                | 45,50            | 11               | 75,00            | 8                |

## Hoquei sobre herba
Vegeu Hoquei sobre herba als Jocs Olímpics d'estiu de 1988

### Masculí
Jugadors
| - Jaume Armengol - Miguel De Paz - Ignasi Escudé - Jaume Escudé - Xavier Escudé - Eduard Fàbregas - Juantxo García-Mauriño - Andrés Gómez |  | - Santiago Grau - José Iglesias - Quim Malgosa - Juan Malgosa - Jordi Oliva - Miguel Ortego - Juan Peón - Miguel Rovira |

Entrenador: Santiago Cortés Vila
Fase de grups
| Equip         | J | G | E | P | GF | GC | Dif | Punts |
| ------------- | - | - | - | - | -- | -- | --- | ----- |
| Austràlia     | 5 | 5 | 0 | 0 | 19 | 3  | +16 | 10    |
| Països Baixos | 5 | 3 | 1 | 1 | 12 | 6  | +6  | 7     |
| Pakistan      | 5 | 3 | 0 | 2 | 15 | 8  | +7  | 6     |
| Argentina     | 5 | 2 | 0 | 3 | 8  | 12 | −4  | 4     |
| Espanya       | 5 | 1 | 1 | 3 | 6  | 10 | −4  | 3     |
| Kenya         | 5 | 0 | 0 | 5 | 5  | 26 | −21 | 0     |

Resultats
| Ronda          | Data  | Hora  | Partit        | Partit | Partit        |
| -------------- | ----- | ----- | ------------- | ------ | ------------- |
| Fase grups − 1 | 18/09 | 10:45 | Paquistan     | 5 − 1  | Espanya       |
| Fase grups − 2 | 20/09 | 13:30 | Països Baixos | 1 − 1  | Espanya       |
| Fase grups − 3 | 22/09 | 13:30 | Kenya         | 2 − 4  | Espanya       |
| Fase grups − 4 | 24/09 | 15:15 | Argentina     | 1 − 0  | Espanya       |
| Fase grups − 5 | 26/09 | 09:00 | Austràlia     | 1 − 0  | Espanya       |
| Novè/Dotzè     | 28/09 | 09:00 | Espanya       | 2 − 0  | Canadà        |
| Novè/Desè      | 29/09 | 13:00 | Espanya       | 2 − 0  | Corea del Sud |

## Judo
Vegeu Judo als Jocs Olímpics d'estiu de 1988

### Masculí
| Esportista        |        | Ronda 1           | Ronda 2            | Ronda 3            | Ronda 4                | Semifinals          | Repesca          | Final/FC         | Final/FC |
| ----------------- | ------ | ----------------- | ------------------ | ------------------ | ---------------------- | ------------------- | ---------------- | ---------------- | -------- |
| Carlos Sotillo    | −60 kg |                   | R. Santos (POR) D  | No es classificà   | No es classificà       | No es classificà    | No es classificà | No es classificà | 20       |
| Joaquín Ruiz      | −71 kg |                   | M. Meridja (ALG) V | E. Gamba (ITA) V   | M. Alexandre (FRA) D   | B. Hajtos (HUN) D R | No es classificà | No es classificà | 7        |
| Vítorino González | −78 kg | J. Kihara (KEN) V | L.E. Ochoa (COL) V | F. Wieneke (FRG) D | L. Adolfsson (SWE) V R | P. Tayot (FRA) D R  | No es classificà | No es classificà | 7        |

## Lluita
Vegeu Lluita als Jocs Olímpics d'estiu de 1988

### Lluita lliure
| Esportista         | Esdeveniment | Ronda preliminar          | Ronda preliminar              | Ronda preliminar          | Ronda preliminar | Ronda preliminar | Ronda preliminar | Ronda final      | Ronda final      |
| Esportista         | Esdeveniment | Ronda 1                   | Ronda 2                       | Ronda 3                   | Ronda 4          | Ronda 5          | Ronda 6          | Ronda final      | Ronda final      |
| Esportista         | Esdeveniment | Oponent Resultat          | Oponent Resultat              | Oponent Resultat          | Oponent Resultat | Oponent Resultat | Oponent Resultat | Oponent Resultat | Pos.             |
| ------------------ | ------------ | ------------------------- | ----------------------------- | ------------------------- | ---------------- | ---------------- | ---------------- | ---------------- | ---------------- |
| Vicente Cáceres    | −62 kg       | T. Dikanda (SWE) D 1−3 PP | D. Cumming (AUS) D 1−3 PP     | No es classificà          | No es classificà | No es classificà | No es classificà | No es classificà | No es classificà |
| Juan Caride        | −68 kg       | J. Rauhala (FIN) D 0−4 TF | A. Fadzayev (URS) D 0−4 TF    | No es classificà          | No es classificà | No es classificà | No es classificà | No es classificà | No es classificà |
| Francisco Iglesias | −82 kg       | –                         | A. Afghan (IRN) D 0−4 ST      | M-W. Han (KOR) D 0−3.5 SO | No es classificà | No es classificà | No es classificà | No es classificà | No es classificà |
| Alfredo Marcuño    | −48 kg       | T. Vanni (USA) D 0−4 ST   | M. El-Messouti (SYR) D 1−3 PP | No es classificà          | No es classificà | No es classificà | No es classificà | No es classificà | No es classificà |
| Jesús Montesdeoca  | −130 kg      | D-w. Ham (KOR) D 1−3 PP   | D. Payne (CAN) D 0−3 P1       | No es classificà          | No es classificà | No es classificà | No es classificà | No es classificà | No es classificà |
| Eusebio Serna      | −74 kg       | K-j. Yoon (KOR) D 0−4 ST  | G. Holmes (CAN) D 0−4 ST      | No es classificà          | No es classificà | No es classificà | No es classificà | No es classificà | No es classificà |

### Lluita grecoromana
| Esportista       | Esdeveniment | Ronda preliminar            | Ronda preliminar          | Ronda preliminar          | Ronda preliminar | Ronda preliminar | Ronda preliminar | Ronda final      | Ronda final      |
| Esportista       | Esdeveniment | Ronda 1                     | Ronda 2                   | Ronda 3                   | Ronda 4          | Ronda 5          | Ronda 6          | Ronda final      | Ronda final      |
| Esportista       | Esdeveniment | Oponent Resultat            | Oponent Resultat          | Oponent Resultat          | Oponent Resultat | Oponent Resultat | Oponent Resultat | Oponent Resultat | Pos.             |
| ---------------- | ------------ | --------------------------- | ------------------------- | ------------------------- | ---------------- | ---------------- | ---------------- | ---------------- | ---------------- |
| Francisco Barcia | −68 kg       | D. Navarrete (ARG) V 3−1 PP | Z. Hory (SYR) D 0−4 ST    | H. Hidalgo (PAN) D 0−3 P1 | No es classificà | No es classificà | No es classificà | No es classificà | No es classificà |
| Carlos Fernández | −62 kg       | P. Behl (RFA) D 0−4 ST      | Z. Şahin (TUR) D 0−3.5 SO | No es classificà          | No es classificà | No es classificà | No es classificà | No es classificà | No es classificà |
| Óscar Sánchez    | −74 kg       | F. Podlesek (YUG) D 0−4 TF  | J. Tracz (POL) D 0−4 TF   | No es classificà          | No es classificà | No es classificà | No es classificà | No es classificà | No es classificà |

## Natació
Vegeu Natació als Jocs Olímpics d'estiu de 1988

### Masculí
| Esportista                                                             | Esdeveniment    | Eliminatòries | Eliminatòries | Final               | Final               |
| Esportista                                                             | Esdeveniment    | Temps         | Posició       | Temps               | Posició             |
| ---------------------------------------------------------------------- | --------------- | ------------- | ------------- | ------------------- | ------------------- |
| José Luis Ballester                                                    | 100 m papallona | 55.27         | 18            | No es classificà    | No es classificà    |
| José Luis Ballester                                                    | 200 m papallona | 2:03.32       | 24            | No es classificà    | No es classificà    |
| Joaquim Fernández                                                      | 100 m braça     | 1:05.19       | 32            | No es classificà    | No es classificà    |
| Joaquim Fernández                                                      | 200 m braça     | 2:20.34       | 24            | No es classificà    | No es classificà    |
| Sergi López                                                            | 100 m braça     | 1:06.08       | 43            | No es classificà    | No es classificà    |
| Sergi López                                                            | 200 m braça     | 2:17.06       | 6 Q           | 2:15.21             | 3                   |
| Sergi López                                                            | 200 m estils    | 2:13.48       | 36            | No es classificà    | No es classificà    |
| Martín López-Zubero                                                    | 100 m esquena   | 58.06         | 23            | No es classificà    | No es classificà    |
| Martín López-Zubero                                                    | 200 m esquena   | 2:03.33       | 11            | No es classificà    | No es classificà    |
| Martín López-Zubero                                                    | 200 m estils    | 2:10.52       | 31            | No es classificà    | No es classificà    |
| Daniel Serra                                                           | 200 m lliures   | 1:53.05       | 28            | No es classificà    | No es classificà    |
| Daniel Serra                                                           | 400 m lliures   | 3:57.46       | 22            | No es classificà    | No es classificà    |
| Martín López-Zubero Ramón Camallonga José Luis Ballester José Hernando | 4x100 m estils  | 3:49.47       | 12            | No es classificaren | No es classificaren |

### Femení
| Esportista                                                       | Esdeveniment    | Eliminatòries | Eliminatòries | Final               | Final               |
| Esportista                                                       | Esdeveniment    | Temps         | Posició       | Temps               | Posició             |
| ---------------------------------------------------------------- | --------------- | ------------- | ------------- | ------------------- | ------------------- |
| María Luisa Fernández                                            | 100 m papallona | 1:02.47       | 17            | No es classificà    | No es classificà    |
| Sílvia Parera                                                    | 200 m braça     | 2:35.57       | 18            | No es classificà    | No es classificà    |
| Sílvia Parera                                                    | 200 m estils    | 2:22.20       | 21            | No es classificà    | No es classificà    |
| Natalia Autric Sílvia Parera María Luisa Fernández Amaia Garbayo | 4x100 m estils  | 4:21.84       | 13            | No es classificaren | No es classificaren |

## Natació sincronitzada
Vegeu Natació sincronitzada als Jocs Olímpics d'estiu de 1988
| Esportista            | Esdeveniment | Qualificació   | Qualificació     | Qualificació     | Qualificació     | Final               | Final               | Final               | Final               |
| Esportista            | Esdeveniment | Rutina tècnica | Rutina lliure    | Total            | Posició          | Rutina tècnica      | Rutina lliure       | Total               | Posició             |
| --------------------- | ------------ | -------------- | ---------------- | ---------------- | ---------------- | ------------------- | ------------------- | ------------------- | ------------------- |
| Marta Amorós          | Solo         | 74,100         | No es classificà | No es classificà | No es classificà | No es classificà    | No es classificà    | No es classificà    | No es classificà    |
| Núria Ayala           | Solo         | 75,967         | No es classificà | No es classificà | No es classificà | No es classificà    | No es classificà    | No es classificà    | No es classificà    |
| Eva López             | Solo         | 78,983         | 88,400           | 167,383          | 14               | No es classificà    | No es classificà    | No es classificà    | No es classificà    |
| Eva López Núria Ayala | Duet         | 77,475         | 86,200           | 163,675          | 14               | No es classificaren | No es classificaren | No es classificaren | No es classificaren |

## Pentatló modern
Vegeu Pentatló modern als Jocs Olímpics d'estiu de 1988
| Esportista                                     | Esdeveniment | Tir           | Esgrima       | Natació       | Hípica        | Camp a través | Final         | Final         |
| ---------------------------------------------- | ------------ | ------------- | ------------- | ------------- | ------------- | ------------- | ------------- | ------------- |
| Leopoldo Centeno                               | Individual   | 956           | 643           | 1256          | 797           | 1162          | 4814          | 38            |
| Eduardo Quesada                                | Individual   | 626           | 762           | 1256          | 1010          | 1198          | 4852          | 32            |
| Jorge Quesada                                  | Individual   | Desqualificat | Desqualificat | Desqualificat | Desqualificat | Desqualificat | Desqualificat | Desqualificat |
| Leopoldo Centeno Eduardo Quesada Jorge Quesada | Equips       | 1582          | 1405          | 2512          | 1807          | 2370          | 9666          | AC            |

## Piragüisme
Vegeu Piragüisme als Jocs Olímpics d'estiu de 1988
| Esportista                                                          | Esdeveniment        | Sèries  | Sèries  | Repesca | Repesca | Semifinals          | Semifinals          | Final               | Final               |
| Esportista                                                          | Esdeveniment        | Temps   | Posició | Temps   | Posició | Temps               | Posició             | Temps               | Posició             |
| ------------------------------------------------------------------- | ------------------- | ------- | ------- | ------- | ------- | ------------------- | ------------------- | ------------------- | ------------------- |
| Francisco Leal                                                      | K1 500 m masculins  | 1:47.71 | 3 Q     | –       | –       | 1:46.93             | 4                   | No es classificà    | No es classificà    |
| Francisco López                                                     | C1 1000 m masculins | 4:16.02 | 6       | 4:22.34 | 2 Q     | 4:16.90             | 4                   | No es classificà    | No es classificà    |
| José Reyes                                                          | K1 1000 m masculins | 3:57.92 | 6       | 3:53.39 | 2 Q     | 3:48.35             | 5                   | No es classificà    | No es classificà    |
| Narciso Suárez                                                      | C1 500 m masculins  |         | Q       | –       | –       | 1:55.98             | 3 Q                 | 2:01.33             | 7                   |
| Fernando Fuentes Juan Manuel Sánchez                                | K2 500 m masculins  | 1:36.17 | 4       | 1:40.09 | 1 Q     | 1:36.22             | 5                   | No es classificaren | No es classificaren |
| Enrique Míguez Narciso Suárez                                       | C2 500 m masculins  | 1:48.75 | 3 Q     | –       | –       | 1:50.63             | 4                   | No es classificaren | No es classificaren |
| Alberto Sánchez Gregorio Vicente                                    | K2 1000 m masculins | 3:32.97 | 5       | 3:32.92 | 5       | No es classificaren | No es classificaren | No es classificaren | No es classificaren |
| Juan Manuel Sánchez Fernando Fuentes Javier Álvarez Juan José Román | K4 1000 m masculins | 3:06.96 | 4       | 3:16.79 | 2 Q     | 3:13.88             | 5                   | No es classificaren | No es classificaren |

## Rem
Vegeu Rem als Jocs Olímpics d'estiu de 1988
| Esportista                                                                        | Esdeveniment         | Sèries  | Sèries  | Repesca | Repesca | Semifinals          | Semifinals          | Final               | Final   |
| Esportista                                                                        | Esdeveniment         | Temps   | Posició | Temps   | Posició | Temps               | Posició             | Temps               | Posició |
| --------------------------------------------------------------------------------- | -------------------- | ------- | ------- | ------- | ------- | ------------------- | ------------------- | ------------------- | ------- |
| José Manuel Bermúdez Manuel Vera                                                  | Doble scull masculí  | 6:26.78 | 3 R     | 6:43.67 | 3 SA/B  | 6:31.03             | 6 FB                | 7:02.34             | 7       |
| Fernando Climent Luis Mari Lasúrtegui                                             | Dos sense timoner    | 6:56.54 | 4 R     | 7:09.10 | 4       | No es classificaren | No es classificaren | No es classificaren | 13      |
| José Luis Aguirre Bartolomé Alarcón Enrique Briones José María Segurola           | Quatre sense timoner | 6:28.34 | 5 R     | 6:18.25 | 4       | No es classificaren | No es classificaren | No es classificaren | 13      |
| José Luis Aguirre Bartolomé Alarcón Enrique Briones José María Segurola           | Quatre sense timoner | 6:28.34 | 5 R     | 6:18.25 | 4       | No es classificaren | No es classificaren | No es classificaren | 13      |
| Agustín Alarcón Baltasar Márquez José Ramón Oyarzábal Ibon Urbieta Javier Viñolas | Quatre amb timoner   | 6:14.69 | 4 R     | 6:34.36 | 4       | No es classificaren | No es classificaren | No es classificaren | 13      |

## Salts
Vegeu Salts als Jocs Olímpics d'estiu de 1988
| Esportista      | Esdeveniment              | Eliminatòria | Eliminatòria | Final            | Final            |
| Esportista      | Esdeveniment              | Punts        | Posició      | Punts            | Posició          |
| --------------- | ------------------------- | ------------ | ------------ | ---------------- | ---------------- |
| José Miguel Gil | Trampolí 3 m masculí      | 483,12       | 25           | No es classificà | No es classificà |
| Emilio Ratia    | Plataforma 10 m masculina | 425,73       | 25           | No es classificà | No es classificà |

## Tennis
Vegeu Tennis als Jocs Olímpics d'estiu de 1988

### Masculí
| Esportista     | Categoria  | 1/32 de final                      | Setzens de final                               | Vuitens de final                               | Quarts de final                                         | Semifinals                                       | Final/FC                                                   | Final/FC         |
| -------------- | ---------- | ---------------------------------- | ---------------------------------------------- | ---------------------------------------------- | ------------------------------------------------------- | ------------------------------------------------ | ---------------------------------------------------------- | ---------------- |
| Sergio Casal   | Individual | M. Gurr (ZIM) V 6−2, 6−3, 6−1      | L. Lavalle (MEX) V 6−3, 6−4, 7−6(2)            | M. Schapers (NED) D 4−6, 6−4, 6−2, 3−6, 4−6    | No es classificà                                        | No es classificà                                 | No es classificà                                           | No es classificà |
| Emilio Sánchez | Individual | S. Matsuoka (JPN) V 6−3, 6−4, 6−3  | P. Canè (ITA) D 5−7, 3−6, 7−6(4), 4−6          | No es classificà                               | No es classificà                                        | No es classificà                                 | No es classificà                                           | No es classificà |
| Javier Sánchez | Individual | S. Abdullahi (NGR) V 6−2, 7−5, 6−3 | G. Connell (CAN) V 6−4, 6−4, 6−2               | P. Canè (ITA) D 7−6(1), 4−6, 6−1, 6−2          | No es classificà                                        | No es classificà                                 | No es classificà                                           | No es classificà |
| Sergio Casal   | Dobles     |                                    | A. Olkhovski / A. Vólkov (URS) V 7−5, 6−1, 6−2 | A. Antonitsch / H. Skoff (AUT) V 6−4, 6−2, 6−1 | G. Ivanišević / S. Živojinović (YUG) V 6−1, 7−6(3), 6−3 | S. Edberg / A. Järryd (SWE) V 6−4, 1−6, 6−3, 6−2 | K. Flach / R. Seguso (USA) D 3−6, 4−6, 7−6(5), 7−6(1), 7−9 | 2                |

### Femení
| Esportista      | Categoria  | 1/32 de final             | Setzens de final | Vuitens de final | Quarts de final  | Semifinals       | Final/FC         | Final/FC         |
| --------------- | ---------- | ------------------------- | ---------------- | ---------------- | ---------------- | ---------------- | ---------------- | ---------------- |
| Arantxa Sánchez | Individual | S. Goleš (YUG) D 4−6, 2−6 | No es classificà | No es classificà | No es classificà | No es classificà | No es classificà | No es classificà |

## Tir
Vegeu Tir als Jocs Olímpics d'estiu de 1988

### Masculí
| Esportista     | Esdeveniment           | Qualificació | Qualificació | Final            | Final            |
| Esportista     | Esdeveniment           | Punts        | Posició      | Punts            | Posició          |
| -------------- | ---------------------- | ------------ | ------------ | ---------------- | ---------------- |
| Jorge González | Carabina aire 10 m     | 586          | 21           | No es classificà | No es classificà |
| Jorge González | Rifle estesa 50 m      | 593          | 26           | No es classificà | No es classificà |
| Jorge González | Rifle 3 posicions 50 m | 1168         | 15           | No es classificà | No es classificà |
| Joan Seguí     | Pistola ràpida 25 m    | 588          | 18           | No es classificà | No es classificà |

### Femení
| Esportista              | Esdeveniment        | Qualificació | Qualificació | Final            | Final            |
| Esportista              | Esdeveniment        | Punts        | Posició      | Punts            | Posició          |
| ----------------------- | ------------------- | ------------ | ------------ | ---------------- | ---------------- |
| María Evangelina Suárez | Pistola aire 10 m   | 379          | 10           | No es classificà | No es classificà |
| María Evangelina Suárez | Pistola ràpida 25 m | 569          | 32           | No es classificà | No es classificà |

### Mixt
| Esportista      | Esdeveniment | Qualificació | Qualificació | Semifinal        | Semifinal        | Final            | Final            |
| Esportista      | Esdeveniment | Punts        | Posició      | Punts            | Posició          | Punts            | Posició          |
| --------------- | ------------ | ------------ | ------------ | ---------------- | ---------------- | ---------------- | ---------------- |
| Rafael Axpe     | Fossa        | 145          | 13 Q         | 193              | 11               | No es classificà | No es classificà |
| Josep Bladas    | Fossa        | 144          | 18 Q         | 190              | 18               | No es classificà | No es classificà |
| Jorge Guardiola | Skeet        | 147          | 8 Q          | 196              | 6 Q              | 220              | 3                |
| Gema Usieto     | Fossa        | 140          | 33           | No es classificà | No es classificà | No es classificà | No es classificà |
| Eladi Vallduví  | Fossa        | 145          | 11 Q         | 192              | 12               | No es classificà | No es classificà |

## Tir amb arc
Vegeu Tir amb arc als Jocs Olímpics d'estiu de 1988
| Esportista                                  | Esdeveniment       | Qualificació | Qualificació | Vuitens de final | Quarts de final  | Semifinals          | Final/FC            | Final/FC         |                  |
| Esportista                                  | Esdeveniment       | Marcador     | Posició      | Vuitens de final | Quarts de final  | Semifinals          | Final/FC            | Final/FC         |                  |
| ------------------------------------------- | ------------------ | ------------ | ------------ | ---------------- | ---------------- | ------------------- | ------------------- | ---------------- | ---------------- |
| Juan Holgado                                | Individual masculí | 1.210        | 52           | No es classificà | No es classificà | No es classificà    | No es classificà    | No es classificà | No es classificà |
| Manuel Jiménez                              | Individual masculí | 1.215        | 50           | No es classificà | No es classificà | No es classificà    | No es classificà    | No es classificà | No es classificà |
| Antonio Vázquez                             | Individual masculí | 1.239        | 32           | No es classificà | No es classificà | No es classificà    | No es classificà    | No es classificà | No es classificà |
| Teresa Valdés                               | Individual femení  | 1.125        | 57           | No es classificà | No es classificà | No es classificà    | No es classificà    | No es classificà | No es classificà |
| Juan Holgado Manuel Jiménez Antonio Vázquez | Equips masculí     | 3.664        | 17           |                  |                  | No es classificaren | No es classificaren |                  |                  |

## Vela
Vegeu Vela als Jocs Olímpics d'estiu de 1988
Femení
| Esportista                       | Esdeveniment | Curses | Curses | Curses | Curses | Curses   | Curses   | Curses | Punts totals | Total -1 | Posició |
| Esportista                       | Esdeveniment | 1      | 2      | 3      | 4      | 5        | 6        | 7      | Punts totals | Total -1 | Posició |
| -------------------------------- | ------------ | ------ | ------ | ------ | ------ | -------- | -------- | ------ | ------------ | -------- | ------- |
| Adelina González Patricia Guerra | 470          | 14     | 11     | 8      | 10     | RET (28) | DSQ (28) | 19     | 118,7        | 90.7     | 10      |

Masculí
| Esportista                      | Esdeveniment | Curses | Curses | Curses | Curses   | Curses   | Curses | Curses | Punts totals | Total -1 | Posició |
| Esportista                      | Esdeveniment | 1      | 2      | 3      | 4        | 5        | 6      | 7      | Punts totals | Total -1 | Posició |
| ------------------------------- | ------------ | ------ | ------ | ------ | -------- | -------- | ------ | ------ | ------------ | -------- | ------- |
| José Luis Doreste               | Finn         | 13     | 5,7    | 0      | DSQ (40) | 5,7      | 8      | 5.7    | 78,1         | 38,1     | 1       |
| Carlos Iniesta                  | Windsurf     | 10     | 27     | 33     | 0        | 3        | 30     | 11,7   | 114,7        | 81,7     | 8       |
| Fernando León Francisco Sánchez | 470          | 8      | 17     | 8      | 8        | PMS (36) | 0      | 14     | 91           | 55       | 4       |

Mixt
| Esportista                                      | Esdeveniment    | Curses | Curses | Curses   | Curses | Curses   | Curses | Curses   | Punts totals | Total -1 | Final |
| Esportista                                      | Esdeveniment    | 1      | 2      | 3        | 4      | 5        | 6      | 7        | Punts totals | Total -1 | Final |
| ----------------------------------------------- | --------------- | ------ | ------ | -------- | ------ | -------- | ------ | -------- | ------------ | -------- | ----- |
| Luis Doreste Miguel Noguer                      | Flying Dutchman | 17     | 22     | 19       | 13     | 17       | 23     | 8        | 119          | 96       | 13    |
| José García Cristina de Borbó                   | Tornado         | 25     | 26     | 25       | 24     | RET (30) | 24     | RET (30) | 184          | 154      | 20    |
| Juan Costas José Perez                          | Star            | 17     | 18     | RET (28) | 20     | 25       | 15     | PMS (28) | 151          | 123      | 17    |
| Antonio Gorostegui Jaime Monjo Domingo Manrique | Soling          | 22     | 22     | 24       | 18     | 19       | 23     | RET (27) | 155          | 128      | 17    |

## Waterpolo
Vegeu Waterpolo als Jocs Olímpics d'estiu de 1988

### Masculí
Jugadors
| - Miguel Chillida - Manel Estiarte - Pedro García - Salvador Gómez - Marco Antonio González - Rubén Michavila - Mariano Moya | - Jorge Neira - Jordi Payá - Pere Robert - José Antonio Rodriguez - Jesús Rollán - Jordi Sans |

Entrenador: Antoni Esteller
Fase de grups
| Equip           | J | G | E | P | GF | GC | Punts |
| --------------- | - | - | - | - | -- | -- | ----- |
| Estats Units    | 5 | 4 | 0 | 1 | 56 | 40 | 8     |
| Iugoslàvia      | 5 | 4 | 0 | 1 | 60 | 38 | 8     |
| Espanya         | 5 | 3 | 1 | 1 | 48 | 38 | 7     |
| Hongria         | 5 | 2 | 1 | 2 | 50 | 43 | 5     |
| Grècia          | 5 | 1 | 0 | 4 | 45 | 66 | 2     |
| R.P. de la Xina | 5 | 0 | 0 | 5 | 34 | 68 | 0     |

Resultats
| Ronda          | Data  | Hora | Partit       | Partit | Partit     |
| -------------- | ----- | ---- | ------------ | ------ | ---------- |
| Fase grups − 1 | 21/09 |      | Xina         | 6 − 13 | Espanya    |
| Fase grups − 2 | 22/09 |      | Estats Units | 7 − 9  | Espanya    |
| Fase grups − 3 | 23/09 |      | Hongria      | 6 − 6  | Espanya    |
| Fase grups − 4 | 26/09 |      | Espanya      | 8 − 10 | Iugoslàvia |
| Fase grups − 5 | 27/09 |      | Grècia       | 9 − 12 | Espanya    |